# Castell de Segura
El Castell de Segura és un monument del poble de Segura, al municipi de Savallà del Comtat (Conca de Barberà) declarat bé cultural d'interès nacional.

## Descripció
Queden murs antics amb un portal que formaven el recinte que defensava el castell i el poble.
A la part més alta del caseriu de Segura s'aclofa, avui en ruïna, el castell. El lloc de «Segura», amb 28 focs, figura, en el fogatjaments del 1358, entre les possessions "del prior de Cathalunya de l'ordre de Sent Johan del Espital de Jherusalem". El dia 1 d'octubre 1380, l'Infant Joan i altres procuradors reials vengueren a Guillem de Guimerà, prior de Catalunya, tota la jurisdicció de l'indret. Després d'aquella data no trobem cap notícia remarcable sobre el castell, que avui és un munt de ruïna, encara, però, amb el detall interessant d'un portal.

## Història
Castell termenat. Documentat el 1123.
Diversos individus del llinatge Segura actuen durant el segle xii. Els considerem, en tot cas, respecte a la castlania. La senyoria corresponia als Cervera, respecte a aquest castell: així, Ramon de Cervera, pel seu testament del 14-07-1182, deixava al fill Guillem el "castrum de Secura", entre d'altres. La propietat del castell pervingué a Guillem de la Guardia, senyor del Castell de la Guàrdia Lada, casat amb Marquesa de Cervera. El gendre de l'esmentat Guillem, Galceran de Pinós, pretenia, el 1251, retenir la possessió de Segura, però, per sentència del 1252, el castell passà a l'orde de l'hospital, al qual ingressaren Marquesa i la seva filla Gueraula.